# Белявская, Ирина Александровна
Ири́на Алекса́ндровна Белявская (17 февраля 1915 года, г. Мариуполь — 2011), советский и российский историк-американист, доктор исторических наук.

## Биография
В 1940 году окончила Московский историко-архивный институт. Работала в органах периодической печати. В годы Второй мировой войны была вольнонаемной санитаркой, затем работала конструктором.
В 1943 году поступила в Институт иностранных языков, а в 1946 — в аспирантуру Института истории АН СССР. В 1950 году защитила кандидатскую диссертацию «Государственное „регулирование“ в США на службе американских монополий (1917—1918)». В 1967 году Белявская защитила докторскую диссертацию, посвященную исследованию буржуазного реформизма в США в начале ХХ столетия. Одна из основателей и ведущий научный сотрудник сектора истории США и Канады (ныне Центра североамериканских исследований) Института всеобщей истории РАН.
Сфера научных интересов: политическая история и история социальных движений в США в XIX — начале XX вв., биографии.

## Основные работы
Книги
- Внутренняя экономическая политика США (1917—1918) М., 1956;
- Буржуазный реформизм в США в начале XX в.(1900—1914 гг.) М., 1968;
- Теодор Рузвельт и общественно-политическая жизнь в США в начале XX в. М., 1978
- Роберт М. Лафоллет: цена независимости (1855—1925). М., 1995

Статьи
- Б. Франклин — деятель национально-освободительного движения американского народа // Вопросы истории. 1956. № 10
- Роль буржуазии в Гражданской войне в США, 1861—1865 гг. // Новая и новейшая история. 1963. № 3
- Джеймс Отис и его роль в подготовке войны за независимость // Американский ежегодник-1975. М., 1975
- Женский вопрос в США в XIX в. (проблемы и течения) // Американский ежегодник-1982. М., 1982
- Сенатор Роберт М. Лафоллет: формирование личности и эволюция взглядов // Американский ежегодник-1997. М., 1997
- Генри Адамс: попытка бегства в «золотой век» // Восприятие США по обе стороны Атлантики. М., 1997